# حركة مناهضة للعولمة

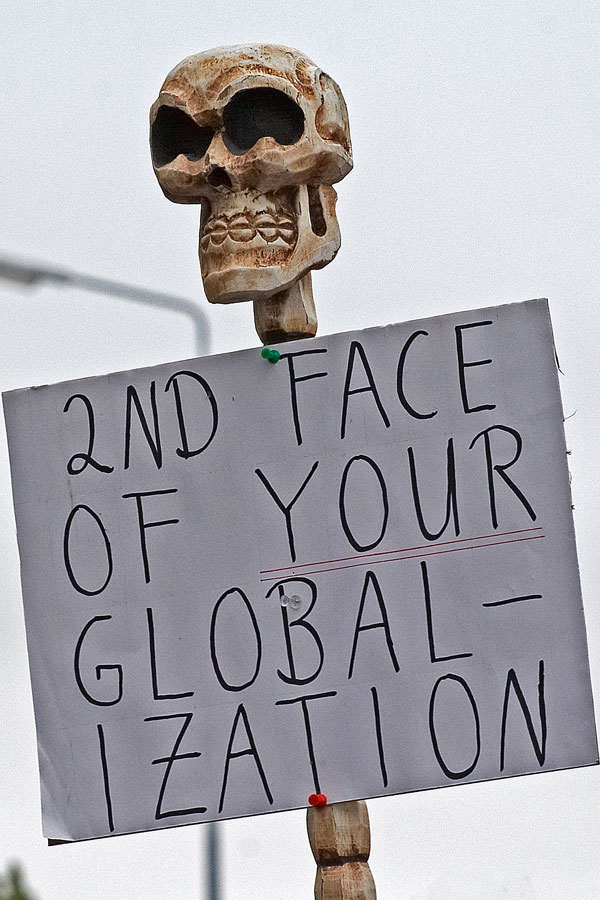

حركة ضد العولمة، مناهضة العولمة أو العولمة الجديدة، هي وصف لمجموعة من المنظمات غير الحكومية وجمعيات وأفراد غير متجانسين سياسيا، يجمعهم نقد النظام الاقتصادي الليبرالي الحالي. أول ظهور لهذة الحركة كان عام 1999 في سياتل بمناسبة المؤتمر الاقتصادي لأقوى 8 دول في العالم (مجموعة الثماني).
يبني المشاركون انتقاداتهم على عدد من الأفكار ذات الصلة. يعارض جميع المشاركين الشركات الكبيرة متعددة الجنسيات التي تتمتع بسلطة سياسية غير منظمة، والتي تعمل من خلال الاتفاقيات التجارية والأسواق المالية غير المنظمة. تُتهم الشركات على وجه التحديد بالسعي إلى مضاعفة الأرباح على حساب شروط سلامة العمل ومعاييرها، وتوظيف العمال ومعايير التعويض، ومبادئ الحفاظ على البيئة، ونزاهة السلطة التشريعية الوطنية، والاستقلال والسيادة.
وصف بعض المعلقين التغيرات في الاقتصاد العالمي منذ عام 2012 بمصطلحات مثل «رأسمالية توربينية» (إدوارد لوتواك)، وكذلك «أصولية السوق» (جورج سوروس)، وأيضًا «رأسمالية المقامرة» (سوزان سترانج)، و«ماك وورلد» (بنيامين باربر).

## الأفكار والأسباب
يعتقد المؤيدون أن أولئك الذين وصفوهم «بالنخب الحاكمة» قد سعوا في أواخر القرن العشرين، إلى تسخير توسع الأسواق العالمية لمصالحهم الخاصة، إذ أُطلق على هذا المزيج من مؤسسات بريتون وودز والدول والشركات متعددة الجنسيات مصطلح «العولمة» أو «عولمة الطبقات العليا». ظهرت حركات اجتماعية مختلفة كرد فعل، لتحدي نفوذها، وقد أطلق على هذه الحركات «مناهضة العولمة» أو «عولمة الطبقات الأدنى».

### معارضة المؤسسات المالية الدولية والشركات عبر الوطنية
يعتقد الأشخاص المناهضون للعولمة أن الاتفاقيات الدولية والمؤسسات المالية العالمية، مثل صندوق النقد الدولي ومنظمة التجارة العالمية، تقوض صنع القرار المحلي. يمكن للشركات التي تستخدم هذه المؤسسات لدعم مصالحها المؤسسية والمالية، أن تمارس امتيازات لا يستطيع الأفراد والشركات الصغيرة ممارستها، بما في ذلك القدرة على:
- التحرك بحرية عبر الحدود.
- استخراج الموارد الطبيعية المرغوبة.
- استخدام مجموعة متنوعة من الموارد البشرية.

تهدف الحركة إلى إنهاء الوضع القانوني «لشخصنة الشركات» وتفكيك أصولية السوق الحرة وإجراءات الخصخصة الاقتصادية الجذرية للبنك الدولي وصندوق النقد الدولي ومنظمة التجارة العالمية.
يعارض الناشطون بشكل خاص الانتهاكات المختلفة التي يعتقدون أنها مكرسة من قبل العولمة والمؤسسات الدولية التي- كما يدعون- تروج للنيوليبرالية دون اعتبار للمعايير الأخلاقية أو حماية البيئة. تشمل الأهداف المشتركة البنك الدولي، وصندوق النقد الدولي، ومنظمة التعاون الاقتصادي والتنمية، ومنظمة التجارة العالمية، ومعاهدات التجارة الحرة مثل اتفاقية الولايات المتحدة والمكسيك وكندا، ومنطقة التجارة الحرة بين الأمريكتين، واتفاقية التجارة عبر المحيط الهادئ، والاتفاقية متعددة الأطراف بشأن الاستثمار، والاتفاقية العامة للتجارة في الخدمات.
يزعم أنصار الحركة أن التجارة الحرة في ضوء الفجوة الاقتصادية بين الدول الغنية والفقيرة، ودون اتخاذ تدابير لحماية البيئة وصحة العمال ورفاهيتهم ستؤدي إلى زيادة نفوذ الدول الصناعية (يطلق عليها دول «الشمال» مقابل «جنوب» العالم النامي). يشير مؤيدو هذه النظرية إلى العملية على أنها استقطابية، ويجادلون أن السياسات الاقتصادية النيوليبرالية الحالية أعطت الدول الأكثر ثراء ميزات على حساب الدول النامية، مما سهّل استغلالها وأدى إلى اتساع فجوة الثروة العالمية.
يشير تقرير صادر عن المقرر الخاص للأمم المتحدة المعني بالحق في الغذاء جيان زيغلر، إلى «فقدان ملايين المزارعين لمصادر رزقهم في البلدان النامية، ومعاناة صغار المزارعين في البلدان الشمالية أيضًا» ويخلص إلى أن «التفاوتات الحالية في نظام التجارة العالمي يُطال أجلها بدلًا من حلها في إطار منظمة التجارة العالمية، بالنظر إلى عدم تكافؤ توازن القوى بين الدول الأعضاء».
يشير الناشطون إلى عدم التكافؤ في الأساس والقوة بين الدول المتقدمة والنامية داخل منظمة التجارة العالمية وفيما يتعلق بالتجارة العالمية، وعلى وجه التحديد فيما يتعلق بالسياسات الحمائية تجاه الزراعة التي سُنت في العديد من البلدان المتقدمة. يشير هؤلاء الناشطون أيضًا إلى أن الدعم الكبير للزراعة في الدول المتقدمة والاستخدام المكثف لإعانات الصادرات من قبل بعض الدول المتقدمة لجعل منتجاتها الزراعية أكثر جاذبية في السوق الدولية، من الأسباب الرئيسية لضعف القطاعات الزراعية في العديد من الدول النامية.

### الحركة المناهضة للحرب
أبدى معظم أفراد الحركة معارضة كبيرة للغزو الوشيك للعراق بحلول عام 2002. انخرط العديد من المشاركين مع المتظاهرين الذين بلغ عددهم 11 مليونًا أو أكثر في احتجاجات عالمية ضد حرب العراق الوشيكة في 15 فبراير عام 2003. نظمت الحركة المناهضة للعولمة مظاهرات أخرى مناهضة للحرب، كالمظاهرة الكبيرة المنظمة ضد الحرب الوشيكة في العراق، والتي أغلقت المنتدى الاجتماعي الأوروبي الأول في نوفمبر 2002 في فلورنسا في إيطاليا.
راودت ناشطي مناهضة العولمة مخاوف بشأن عمل المؤسسات الديمقراطية الشفاف، في الوقت الذي تصرف فيه قادة العديد من البلدان (إسبانيا وإيطاليا وبولندا والمملكة المتحدة) ضد رغبات أغلبية شعوبهم بشأن دعم الحرب.
أكد تشومسكي أن هؤلاء القادة قد «أظهروا ازدرائهم للديمقراطية». يشير منتقدو هذا النوع من الجدال إلى أن ذلك مجرد انتقاد معياري للديمقراطية التمثيلية، إذ لا تتصرف الحكومة المنتخبة ديمقراطيًا دائمًا في سبيل الحصول على أكبر دعم شعبي، لذا لا يوجد تناقض في مواقف القادة كون هذه الدول تتبع الديمقراطيات البرلمانية.
ترتبط القضايا الاقتصادية بالعسكرية ارتباطًا وثيقًا في نظر الكثيرين داخل الحركة.

## التنظيم
بقيت الطريقة الأهم والأكثر وضوحًا للتنظيم في الحركة، هي الحملات اللامركزية الجماهيرية للحراك المباشر والعصيان المدني، رغم العمل خلال السنوات الأخيرة بشكل أكبر على إيجاد بدائل شعبية للعولمة (الرأسمالية). يحاول هذا النمط من التنظيم، وأحيانًا تحت راية شبكة تحرك الشعوب العالمي، ربط العديد من القضايا المتباينة معًا في نضال عالمي واحد. يمكن أن تكون عملية التنظيم عمومًا أكثر أهمية للناشطين من الأهداف أو الإنجازات المعلنة لأي مكون من مكونات الحركة.
يتمثل الهدف المعلن لمعظم المظاهرات أثناء قمم الشركات في إيقاف الإجراءات. تحفز هذه المظاهرات الحشود وتشكل لها هدفًا مرئيًا قصير المدى، رغم أن جلّ ما تحققه هو تأخير أو إزعاج هذه القمم. يُكلّف هذا النوع من العلنية الكثير من وقت الشرطة والمال العام. حصلت أعمال شغب في بعض الاحتجاجات، كما حدث في جنوة وسياتل ولندن، إذ لحقت أضرار جسيمة بالمناطق، لا سيما عندما استهدفت بعض الشركات، مثل مطاعم ماكدونالدز وستاربكس.
تمكنت الحركة من تنظيم احتجاجات كبيرة بنجاح على الصعيد العالمي رغم غياب هيئات التنسيق الرسمية أو ربما لهذا السبب، وباستخدام تكنولوجيا المعلومات لنشر المعلومات والتنظيم. ينظم المتظاهرون أنفسهم في «مجموعات متجانسة»، وتكون عادةً مجموعات غير هرمية من الأشخاص الذين يعيشون بالقرب من بعضهم البعض، ويشتركون في هدف سياسي مشترك، وترسل المجموعات المتجانسة تلك ممثلين عنها إلى اجتماعات التخطيط.
توضع الخطط الأهم في الاحتجاجات في اللحظات الأخيرة غالبًا، نظرًا لإمكانية اختراق استخبارات إنفاذ القانون لهذه المجموعات. يعتمد تكتيك شائع للاحتجاجات على الانقسام إلى مجموعات حسب استعداد الشخص وعزمه لخرق القانون، وقد ابتُكر هذا الأسلوب لتجنب المخاطرة والتعرض للعواقب الجسدية والقانونية التي تشكلها المواجهات مع سلطات إنفاذ القانون. تعدّ الاحتجاجات المناهضة لصندوق النقد الدولي والبنك الدولي في سبتمبر 2000 مثالًا على الاحتجاجات التي استخدمت هذا التكتيك، إذ انقسم المتظاهرون إلى ثلاث مجموعات مختلفة، واقتربوا من مركز المؤتمرات من ثلاثة اتجاهات: شاركت الأولى في أشكال مختلفة من العصيان المدني (المسيرة الصفراء)، وتقدمت أخرى (المسيرة الوردية/ الفضية) بطريقة «العبث التكتيكي» (ارتداء أزياء، والرقص، والمسرح، والموسيقى، والأعمال الفنية)، وانخرطت الثالثة (المسيرة الزرقاء) في صراعات عنيفة مع الشرطة المسلحة بالهراوات، إذ قام المتظاهرون بإلقاء أحجار من الشوارع.
تشكل هذه المظاهرات في حد ذاتها مجتمعات مصغرة. يتلقى العديد من المتظاهرين تدريبات على الإسعافات الأولية ويعملون كمسعفين لمتظاهرين مصابين آخرين. تقدم بعض المنظمات في الولايات المتحدة مثل رابطة المحامين الوطنية، وكذلك الاتحاد الأمريكي للحريات المدنية بدرجة أقل، شهودًا قانونيين في حالة مواجهة إنفاذ القانون. يزعم المتظاهرون في كثير من الأحيان أن وسائل الإعلام الرئيسية لا تقدم تقارير عنهم بشكل صحيح، لذا أنشأ بعضهم المركز الإعلامي المستقل، ويديره مجموعة من المتظاهرين الذين يغطون الأحداث فور وقوعها.